# Photonectes parvimanus
Photonectes parvimanus és una espècie de peix de la família dels estòmids i de l'ordre dels estomiformes.

## Morfologia
- Els mascles poden assolir 24,5 cm de longitud total.[4][5]

## Hàbitat
És un peix marí i d'aigües profundes que viu entre 0-1.463 m de fondària.

## Distribució geogràfica
Es troba a l'Atlàntic oriental (Madeira, les Illes Canàries i Sud-àfrica), l'Atlàntic occidental (des dels Estats Units fins a les Bahames) i Austràlia.